# Émile Cohl
(Dictionnaire du cinema di Jean-Loup Passek)
Émile Cohl, pseudonimo di Émile Eugène Jean Louis Courtet (Parigi, 4 gennaio 1857 – Orly, 20 gennaio 1938), è stato un animatore, regista e sceneggiatore francese considerato uno dei pionieri del cinema d'animazione e degli effetti speciali: realizzò il primo cartone animato della storia, Fantasmagorie, nel 1908, e fu anche il primo a realizzare una serie di film d'animazione tratta da un fumetto
.
Dei circa 300 film realizzati, molti sono andati perduti, ma quelli che rimangono sono la dimostrazione delle sue realizzazioni cinematografiche che hanno ispirato autori come Winsor McCay, Raoul Barré, John Randolph Braye e Paul Grimault, alcuni dei quali copiavano direttamente le idee di Cohl; anche Walt Disney ne rimarcò l'influenza. Dopo la morte gli venne dedicato un cartone animato ove personaggi come Topolino, Betty Boop e Popeye sono in lutto per la sua morte. Gli è stata dedicata una piazza parigina, l'accademia École Émile Cohl e il premio annuale di animazione Prix Émile Cohl.
Nonostante sia considerato l'inventore del disegno animato, non ha mai depositato un brevetto e ha sempre lavorato da solo come un artigiano e ben presto superato dalla tecnologia e dal lavoro di squadra dell'industria cinematografica statunitense che durante il soggiorno americano prese da lui più di uno spunto tecnico. Per un film della durata di 5 minuti (100 metri) all'epoca servivano 52 disegni al metro. In totale 5 200 disegni. Cohl ha realizzato 300 film

## Biografia

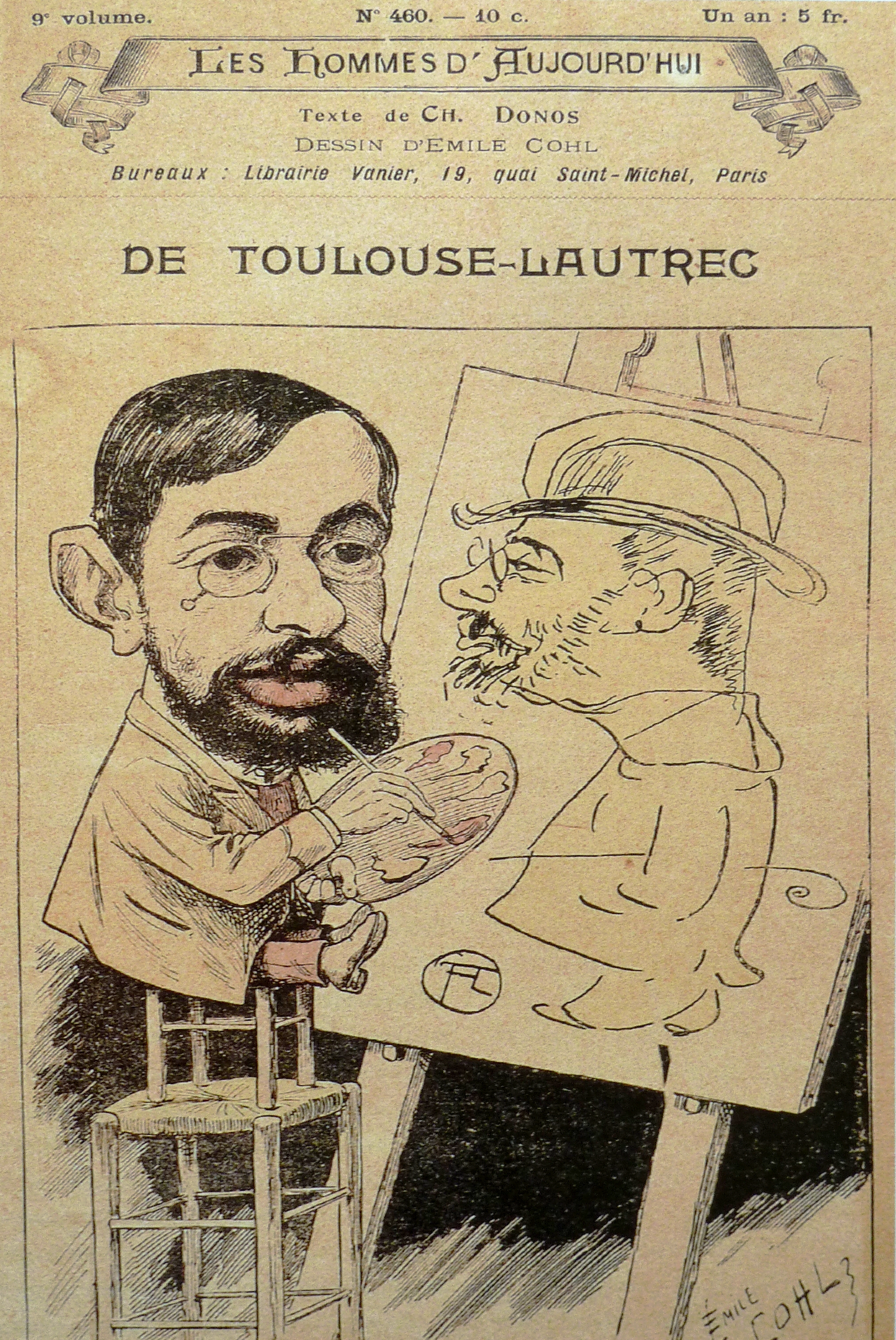
Caricatura di Henri de Toulouse-Lautrec

Nacque a Montmartre in una famiglia di umili condizioni dove suo padre era un venditore di gomma, mentre sua madre era una sarta; rimase orfano della madre nel 1863. Fu poi espulso dall'École Professionnelle de Pantin. Scoprì di avere talento per il disegno ma la guerra franco-prussiana del 1870 causò la chiusura della fabbrica di suo padre e venne mandato in una scuola meno costosa, l'École Turgot. Si interessa al teatro delle marionette e incomincia a lavorare come caricaturista politico anche durante l'assedio prussiano di Parigi. Partecipò attivamente alla vita culturale parigina frequentando circoli culturali divenendo noto come ritrattista di famosi personaggi come Paul Verlaine e Henri de Toulouse-Lautrec. Nel 1873 trova impiego presso un gioielliere.
Nel 1878 conobbe André Gill, noto caricaturista parigino e ne diventa assistente; nello stesso periodo assume lo pseudonimo di Émile Cohl. Divennero note due caricature raffiguranti il presidente francese Patrice MacMahon. Nella prima, "Aveugle par Ac-Sedan" (1878), era raffigurato come un mendicante che si fingeva cieco; per questo venne multato e condannato l'11 ottobre 1879 a dieci giorni di carcere; lo scandalo però lo rese famoso.
A Parigi esistevano all'epoca 250 giornali satirici e, nel 1879, pubblica il suo primo disegno su Le Carillon. Tra il 1880 e 1907 arriva a pubblicare su 129 riviste satiriche. Fa anche l'attore, l'autore e il disegnatore di costumi per il teatro. Nel 1884 si dà alla fotografia. Intanto passa, nel disegno, dalla caricatura alle brevi storie.
Divenne poi membro di un gruppo artistico parigino chiamato "Hydropathes" e caporedattore della omonima rivista che incominciò a pubblicare dal 28 ottobre 1879. Grazie all'eredità paterna migliorò le sue condizioni economiche e, insieme con l'ex architetto Edouard Norés, scrisse due opere teatrali, Plus de Têtes Chauves (1881) e Auteur Par Amour (1882), che si rivelarono però due insuccessi. L'associazione si sciolse nel 1882 e Cohl incominciò a collaborare con un'altra, Les Arts incohérents per la quale divenne caporedattore della rivista ufficiale, La Nouvelle Lune, contribuendo con caricature; dopo qualche anno l'esperienza si concluse e, nel 1888, Cohl si trasferì a Londra, dove sarebbe voluto già andare da anni, preparandosi studiando l'inglese. A Londra per quasi un decennio pubblicò sulla rivista Pick Me Up.
Tornò a Parigi nel 1896, dove incominciò una nuova carriera come scrittore e illustratore contribuendo a molte riviste, in particolare L'Illustré National, per la quale realizzò dal 1898 in poi diversi fumetti. Convinto della colpevolezza di Dreyfus, realizzò diversi cartoni animati contro di lui, in contrasto con Raoul Barré che invece era di parere contrario. Collaborò inoltre con le riviste Polichinelle e Le Rire producendo fumetti.
Tra il 1890 e il 1907 scrive articoli su ciclismo, pesca e filatelia.
Entrò nel 1907 alla Gaumont come sceneggiatore occupandosi anche di effetti speciali animati per alcuni dei film live-action; un suo disegno del 1891 viene usato in un manifesto di un film Gaumont.

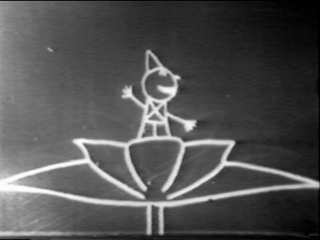
Fotogramma di Fantasmagorie

Studiando l'opera sperimentale di un altro pioniere dell'animazione, J. Stuart Blackton, autore di alcuni cortometraggi animati - Humorous Phases of Funny Faces (1906) e The Haunted Hotel (1907), nel 1908 produsse il suo primo cortometraggio animato, Fantasmagorie, nella quale, a differenza di Blackton che disegnava i personaggi con un gesso su una lavagna e poi li filmava, l'animazione di Cohl venne realizzata disegnando centinaia di fogli di carta e, per questo, viene considerato il primo vero cartone animato nella storia del cinema. Il film venne realizzato completamente da solo, occupandosi oltre del disegno anche delle riprese e della regia, oltre che dello sviluppo della pellicola. Il cortometraggio - incentrato sulle metamorfosi di una linea continua - era formato da 700 disegni per appena due minuti di durata; la prima proiezione avvenne a Parigi al Théâtre du Gymnase. L'opera fu un successo di pubblico e aprì la strada alla realizzazione di cortometraggi animati simili come "Le Cauchemar du Fantoche" (1908) e "Un Drame Chez Les Fantoches" (1908), entrambi brevi storie aventi per protagonista un pupazzo, Fantoche; in questi film al disegno vennero aggiunti materiali diversi come fiammiferi, bottoni e altro che venivano animati per mezzo di effetti speciali in parte ripresi da Georges Méliès e Segundo de Chomón. L'anno successivo realizzò altri cortometraggi animati di genere documentaristico come Les joyeux microbes e Film schématique de la bataille d'Austerlitz, e, inoltre, realizzò anche un cortometraggio a colori, L'éventail animé, oltre a film Live action come Les locataires d'à côté nei quali vennero inseriti cartoni animati. Nel 1910 recitò in un suo film, Les Beaux-Arts mystérieux, impersonando un clown.
Nel 1910 lasciò la Gaumont dopo aver partecipato alla produzione di più di 80 film e passò a un'altra compagnia cinematografica, Pathé, dove continuò a realizzare effetti speciali per una serie di commedie fino al 1911. Poi lavorò con molte altre società, come Eclipse e Eclair; per quest'ultima nel 1912 si trasferì negli Stati Uniti dove Eclair aveva aperto a Fort Lee, nel New Jersey, uno studio; qui realizzò molti film poi andati quasi tutti perduti in un incendio tranne due; realizzò anche una serie di cartoni animati basati sul popolare fumetto di George McManus, The Newlyweds, prima serie animata basata su un fumetto.

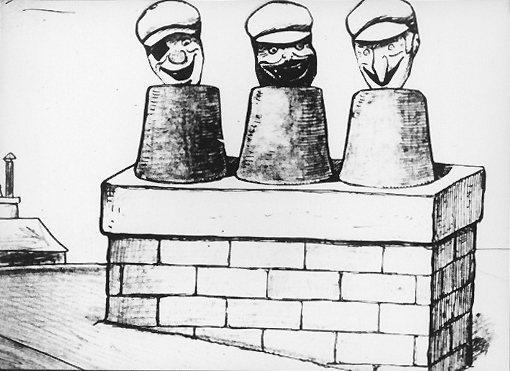
Fotogramma di Les Pieds Nickelés

Rientrò in Francia a causa di questioni familiari dove continuò a lavorare per la Eclair nella realizzazione di film e documentari di propaganda; non fu in grado di inviare le sue opere negli USA. Insieme con il fumettista Benjamin Rabierfare realizzò una serie animata basata sulla serie a fumetti di quest'ultimo, Les Dessins Animés de Benjamin Rabier, che riscosse un grande successo in Francia. A causa del fatto che Cohl pretendeva che il suo apporto fosse accreditato, la collaborazione si interruppe. Nello stesso periodo Cohl realizzò un'altra serie animata basata su un famoso fumetto francese, "Les Pieds Nickelés" di Louis Forton ma sempre a causa della guerra, la serie venne interrotta nel 1918.
Nel 1918 a 61 anni si arruola in una unità dell'esercito statunitense in Francia; finita la guerra, lasciò Éclair e si dedicò al documentario, riprese nel 1921 un suo personaggio nel cortometraggio Fantoche cherche un logement ma senza il successo degli esordi e presto finì in povertà, trascorrendo i suoi ultimi decenni dimenticato, in un ospizio; morì nel 1938.

## Citazioni e omaggi

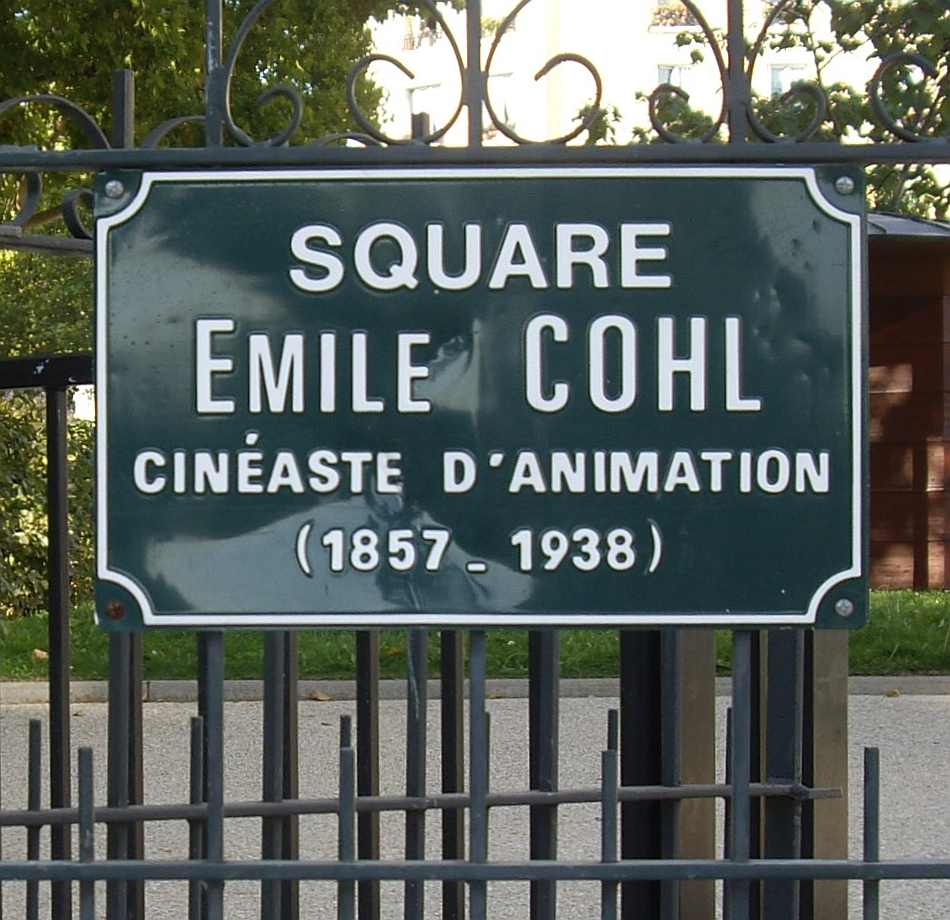
Piazza a Parigi

- A Lione gli è stata dedicata una scuola per animatori, la École de dessin Émile Cohl.[7]
- Nel 1988 a Montréal è stata promossa una mostra riguardante la sua opera di cineasta in occasione del cinquantesimo anniversario della morte.[8]
- Il Festival del cinema di animazione di Annecy in varie occasioni ha rappresentato i primi film di Cohl.
- L'Istituto Jean Vigo di Perpignan ha dedicato il numero di febbraio 1989 della sua pubblicazione Archives all'inventore del cinema di animazione.
- Walt Disney, quando ricevette la Legion d'onore, riconobbe l'influenza di Cohl nella sua opera.[3]

## Filmografia
Elenco parziale
- Fantasmagorie (1908)
- La Course aux potirons, co-regia di Étienne Arnaud (1908)
- Un Drame Chez les Fantoche (1908)
- Les joyeux microbes (1909)
- Les locataires d'à côté (1910)
- Les Chefs-d'oeuvre de Bébé (Les Chefs d'œuvre de Bébé) (1910)
- Les Beaux-Arts mystérieux (1910)
- Le peintre néo-impressionniste (1910)
- Fantoche cherche un logement (1921)